# Zsófia Torma

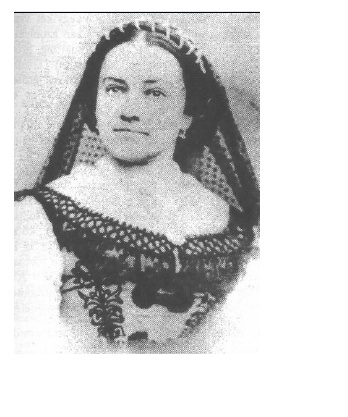
Zsófia Torma (ohne Jahr)

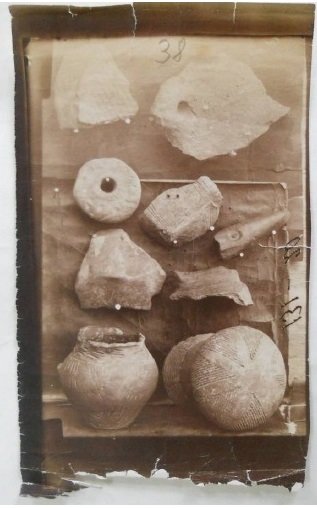
Funde (zeitgenössische Aufnahme)

Zsófia Torma (deutsch auch Sofie von Torma, geboren 27. September 1832 in Csicsókeresztúr (rumänisch Cristeștii Ciceului), Kaisertum Österreich; gestorben 14. November 1899 in Orăștie (ungarisch Szászváros), Österreich-Ungarn) war eine ungarische Amateur-Anthropologin und -Archäologin.

## Leben
Zsófia Torma war die Tochter des kleinadligen Gutsbesitzers und Historikers József Torma (1801–1864), der in der Nachbarschaft seines landwirtschaftlichen Gutes in Csicsókeresztúr im Römerlager Arcobara Ausgrabungen durchführte. Ihr Bruder Károly Torma (1829–1897) war ebenfalls Amateurarchäologe. Torma erhielt eine standesgemäße Erziehung, aber keine wissenschaftliche Ausbildung. Sie hatte keine eigene Familie und fühlte sich später als ungeliebter Annex der Familie ihrer Schwester Luiza Makray.
Auf Hinweis von Flóris Rómer zur Tordos-Kultur forschte sie ab 1875 in der Umgebung von Deva Valea (früher Sag) im Komitat Hunyad und in der Nándori-Höhle. Sie fand Lehmbruchstücke mit Schriftzeichen und Symbolen der sechs- bis siebentausend Jahre alten Vinča-Kultur, einige der Objekte trugen das Vinča-Zeichen. Ihre Funde erregten Aufsehen, sie veröffentlichte sie in Schriften der siebenbürgischen Museums-Gesellschaft.
Die Zeichen auf den Scherben schätzte sie als frühe Schriftzeichen ein und schlug vor, die Schriftzeichen im Zusammenhang mit der mesopotamischen Schriftkultur aus derselben Zeit zu sehen. Darüber hinaus verfolgte sie Spuren dieser thrakischen Kultur in der gegenwärtigen Kultur der ungarischen, deutschen und rumänischen Bauern.
Ihre Aufsätze wurden von Oscar Fraas, Ludwig Lindenschmit, Archibald Henry Sayce und Heinrich Schliemann gewürdigt, derweil in Österreich-Ungarn die ungarischen Archäologen József Hampel und Ferenc Pulszky  ihre Hypothesen strikt ablehnten.
Torma stand darüber hinaus in Briefkontakt mit Arthur Evans, Archibald Henry Sayce, Rudolf Virchow, John Lubbock und Moriz Hoernes. Sie war Mitglied mehrerer wissenschaftlicher Gesellschaften und gemeinnütziger Organisationen. Sie nahm zweimal in Deutschland an archäologisch-anthropologischen Konferenzen teil. Im Juni 1899 erhielt sie den Ehrendoktortitel der Franz-Josef Universität Klausenburg. 
Finanzielle Probleme zwangen sie, ihre Sammlung 1891 an das Museum Erdélyi in Klausenburg zu verkaufen. Das Museum wurde auch in ihrem Testament bedacht.

## Schriften (Auswahl)
- Hunyadvármegye neolith-kőkorszakbeli telepek. Ábrákkal. Kolozsvár, 1879
- A nándori barlangcsoportozat. Két kőny. táblával. U. ott, 1880
- Sofie von Torma: Ethnographische Analogien: ein Beitrag zur Gestaltungs- und Entwicklungsgeschichte der Religionen. Costenoble, Jena 1894 (übersetzt ins Ungarische, Budapest 1972; 2008, ISBN 978-963-9335-57-8)
- Hazánk népe ősmythosának maradványai. In: A Szolnok-Dobokamegyei nők ezredévi emléklapja. Deés, 1896
- A tordosi őstelep és hazánk népe ősmythosának maradványai. In: Hunyadmegye Monographiája, 3–16. Budapest, 1897
- Hunyadmegye története. I. köt. Hunyadvármegye földjének története az őskortól a honfoglalásig. U. ott, 1902